# Дубовий Тимофій Пилипович
Тимофій Пилипович Дубовий (нар. 1912, село Шабо, тепер Білгород-Дністровського району Одеської області — ?) — український радянський діяч, новатор сільськогосподарського виробництва, бригадир винорадгоспу «Шабо» Білгород-Дністровського району Одеської області. Депутат Верховної Ради УРСР 6—7-го скликань.

## Біографія
Народився в бідній селянській родині. Трудову діяльність розпочав у 1926 році наймитом у колоніста.
З 1937 року працював на залізничному транспорті робітником і бригадиром колії станції Бугаз Білгород-Дністровського району Ізмаїльської області.
У 1950—1956 роках — робітник, ланковий винорадгоспу «Шабо» села Шабо Білгород-Дністровського району Ізмаїльської (Одеської) області.
З 1956 року — бригадир виноградарської бригади винорадгоспу «Шабо» села Шабо Білгород-Дністровського району Одеської області. Майстер високих врожаїв, збирав урожай винограду по 90—120 центнерів із кожного гектара. У 1965 році зібрав по 126 цнт винограду з кожного гектара на площі 49 гектарів. Бригаді Дубового у 1962 році було присвоєне звання колективу комуністичної праці.

## Нагороди
- орден Трудового Червоного Прапора (30.04.1966)
- золота медаль Виставки досягнень народного господарства СРСР
- медалі